# Heteroconops carnarvonensis
Heteroconops carnarvonensis är en tvåvingeart som beskrevs av Schneider 2010. Heteroconops carnarvonensis ingår i släktet Heteroconops och familjen stekelflugor. Inga underarter finns listade i Catalogue of Life.